# Кеджинек, Катажина
Катажина Кеджинек (пол. Katarzyna Kiedrzynek; род. 19 марта 1991, Люблин) — польская футболистка, вратарь французского клуба «Пари Сен-Жермен». 15 лет выступала за национальную сборную Польши.

## Клубная карьера
В подростковом возрасте Катажина Кеджинек играла в гандбол и футбол, сначала в качестве нападающего, затем вратаря. После того, как эти два вида спорта больше не могли совмещаться по времени, она решила играть в футбол. С 2010 по лето 2013 года она выступала за «Гурник» (Ленчна) в польской Экстралиге. В это время Кеджинек также стала игроком национальной сборной. В сезоне 2013/2014 она перешла в клуб «Пари Сен-Жермен» из французской Дивизиона 1. Её тренер Фарид Бенстити уже узнал о ней во время своего пребывания в качестве тренера национальной сборной России во время международного матча против Польши. Её дебют в национальном чемпионате состоялся в начале второй половины сезона, в декабре 2013 года, в победном матче против Мюре (9:0). В составе «Пари Сен-Жермен» она закончила сезон 2014 третьим вратарём. В мае 2014 года она вышла в стартовом составе на финал Кубка Франции. Она стала бесспорным вратарём номер один в «ПСЖ» во втором сезоне, обойдя Кариму Бенамеур и недавно подписанную Анн-Катрин Бергер. В сезоне 2014/2015 Кеджинек сыграла во всех девяти матчах Лиги чемпионов за «Пари Сен-Жермен».
Бенстити отметил её качества в том, что она готова постоянно работать над собой, а также хвалил её «превосходство в воздухе» в штрафной площади и ее обработку мяча ногами. Кеджинек оставалась первым выбором даже при тренерах Патрисе Лэре и Оливье Эшуафни, но с 2017 года у неё появился сильный новый конкурент в лице Кристианы Эндлер. В сезоне 2019/2020 тренер в основном отдавал предпочтение Эндлер в играх чемпионата. Летом 2020 года Кеджинек присоединилась к Вольфсбург, подписав контракт на три года.

## Карьера за сборную
Кеджинек была частью национальной сборной Польши с 2009 по 2024 года. Дебютировала 19 сентября 2009 года в победном домашнем квалификационном матче на чемпионат мира 2011 против Украины (4:1). Она объявила о своем уходе из национальной сборной 9 мая 2024 года.

## Достижения

### Клубные

#### «Пари Сен-Жермен»
- Обладательница Кубка Франции: 2017/18[10], 2023/24[11]

#### «Вольфсбург»
- Чемпионка Германии: 2021/22[англ.]
- Обладательница Кубка Германии: 2020/21, 2021/22, 2022/23

### Индивидуальные
- Футболистка года в Польше: 2015[12], 2016[13], 2017[14]